# Албрехт XV Нотхафт фон Вернберг
Албрехт XV Нотхафт фон Вернберг (на немски: Albrecht XV Nothafft zu Wernberg; * ок. 1401; † 15 октомври 1468, Кьоцтинг, Каринтия, Австрия) е благородник от род Нотхафт-Вернберг, господар на Вернберг в Бавария.

## Биография
Той е син на рицар Хайнрих Нотхафт фон Вернберг († 1440), 1408 г. кмет в Регенсбург, и съпругата му Агнес фон Гумпенберг († 1421). Внук е на рицар Албрехт XIII Нотхафт фон Вернберг цу Нойеглофсхайм († 1380) и Гута фон Еглофсхайм. Брат е на Хаймеран II Нотхафт фон Вернберг († сл. 1449/1454), Хайнрих III фон Нотхафт фон Вернберг († 1471).
Албрехт е възпитаван от баща му във военното изкуство, става рицар. Той участва през 1414 г. в боевете срещу хуситите. През 1423 г. участва в обсадата на замък Хоенцолерн с Айтел Фридрих I фон Хоенцолерн, която завършва с унищожаването на замъка. През 1425 г. участва в турнир в Еслинген и същата година прави поклонение в Йерусалим. След това през 1443 г. участва в завладяването на Майенфелд. 
Албрехт XV Нотхафт-Вернберг е убит на ок. 67 години на 15 октомври 1468 г. при Кьоцтинг в Бохемия и е погребан в „Кармелитската църква“ в Щраубинг, както баща му. Между синовете му и брат му Хайнрих III/VI има спорове заради Вернберг. На 13 декември 1469 г. съд решава Хайнрих III/VI да получи едната половина, а племенниците му Георг и Хайнрих заедно другата половина на замъка. На 24 януари 1470 г. епископ Хайнрих фон Регенсбург успява да сключи мир между двете партии.

## Фамилия
Първи брак: с фон Гютенщайн. Бракът е бездетен.
Втори брак: с Елза фон Ортенбург. Бракът е бездетен.
Трети брак: пр. 3 октомври 1434 г. с Маргарета фон Абенсберг († 1465), дъщеря на Йобст фон Абенсберг († 1428) и Агнес фон Шаунберг († 1412). Те имат децата:
- Хайнрих Нотхафт фон Вернберг († сл. 1491), женен I. за Цецилия Ценгерин фон Шнееберг, II. на 15 май 1448 г. за Анна фон Хиршхорн, дъщеря на Ханс VI фон Хиршхорн († 1445); III. за Маргарета Пфлугин фон Рабенщайн, IV. за Гутта фон Гютенщайн
- Албрехт Нотхафт († 1508)
- Георг Нотхафт фон Вернберг (1455 – 1481), женен на 19 май 1456 г. за Маргарета фон Папенхайм, дъщеря на Линхард/Леонхард I фон Папенхайм маршал фон Хоенрайхен († 1444)
- Катарина Нотхафт, омъжена за Георг фон Клозен
- Амалия Нотхафт, омъжена I. за Мартин фон Затлпоген, II. за Волф фон Шьонщайн
- Агнес Нотхафт († 1520), принцеса-абатиса в Нюрнберг (1475 – 1520).